# Karl Fahrländer (Politiker)
Karl Fahrländer (* 1759 in Ettenheim; † 29. Mai 1814 in Wissembourg) war ein vorderösterreichischer Benediktinermönch, ein Schweizer Politiker der Helvetischen Republik und elsässischer Schulleiter.

## Biografie
Karl Fahrländer stammte aus Ettenheim in der Ortenau, das zur Zeit seiner Geburt zu Strassburg gehörte, und war deshalb Untertan der Strassburger Fürstbischöfe, die ihrerseits zugleich Vasallen der französischen Krone und des Reiches waren. Karl Fahrländer wählte zunächst den geistlichen Stand und trat in seiner Heimatstadt in das zum Benediktinerorden gehörende Kloster Ettenheimmünster ein. In den Jahren der französischen Revolution trat er aus dem Orden aus und tat sich mit seinem Bruder Sebastian Fahrländer zusammen, der sich dann 1799 mit französischer Hilfe zum Statthalter des kurzlebigen Kantons Fricktal aufschwang. Karl Fahrländer verfasste 1799 als politisches Manifest der Brüder den Aufsatz: Über die Vereinigung eines Theiles von Deutschland mit Helvetien. Darin wünschte sich Karl Fahrländer Helvetien als Kernland eines süddeutschen Staates, der bis zum Main und bis nach Bayern reichte. Die Brüder Fahrländer wurden im September 1802 durch die oppositionelle Landpartei unter der Führung von Johann Karl Fetzer aus Rheinfelden und Johann Baptist Jehle aus Olsberg gestürzt.
Karl Fahrländer gelang es mit der Unterstützung von verbliebenen Freunden aus dem Kanton als frei gewählter Vertreter des Kantons Fricktal, an der Helvetischen Consulta in Paris im Januar und Februar 1803 aktiv teilzunehmen. Nach dem Anschluss des Fricktales an den Kanton Aargau verließ er jedoch die Schweiz und bewarb sich zunächst erfolglos im Januar 1804 als Lehrer in Baden. Nach einem Studium der Kameralwissenschaften in Heidelberg gelang es ihm, bis 1807 die Position des Schulleiters der Sekundarschule im Elsässischen Wissembourg einzunehmen. 1808 ehelichte er die 19 Jahre jüngere Marie Louise Franck. Die Heirat des ehemaligen Geistlichen mit einer geschiedenen Frau sowie die ihm unterstellten „Leidenschaften einer extremen Animosität“ führten zu dauerhaften unerfreulichen Diskussionen mit der oberen Schulbehörde. Karl Fahrländer konnte sich jedoch bis zu seinem Tod 1814 in Wissembourg im Amt halten.